# Tour de Luxemburgo 2018
La 78.ª edición del Tour de Luxemburgo (llamado oficialmente: Skoda-Tour de Luxembourg) fue una carrera de ciclismo en ruta por etapas que se celebró en Luxemburgo entre el 30 de mayo y el 3 de junio de 2018 sobre un recorrido de 698,9 kilómetros dividido en 5 etapas, con inicio y final en la ciudad de Luxemburgo.
La prueba hizo parte del UCI Europe Tour 2018 dentro de la categoría 2.HC (máxima categoría de estos circuitos).
La carrera fue ganada por el corredor italiano Andrea Pasqualon del equipo Wanty-Groupe Gobert, en segundo lugar Jan Tratnik (CCC Sprandi Polkowice) y en tercer lugar Pit Leyder (Leopard).

## Equipos participantes
Tomaron parte en la carrera 16 equipos: 11 de categoría Profesional Continental; y 5 de categoría Continental. Formando así un pelotón de 96 ciclistas de los que acabaron 84. Los equipos participantes fueron:
| Equipos continentales profesionales (10)- CCC Sprandi Polkowice - Cofidis, Solutions Crédits - Delko-Marseille Provence-KTM - Direct Énergie - Euskadi Basque Country-Murias - Roompot-Nederlandse Loterij - Sport Vlaanderen-Baloise - Vérandas Willems-Crelan - Wanty-Groupe Gobert - WB-Aqua Protect-Veranclassic Equipos continentales (5)- Bike Aid - Leopard - Differdange-Losch - Lotto-Kern-Haus - Vorarlberg-Santic |
| |

## Recorrido
El Tour de Luxemburgo dispuso de cinco etapas para un recorrido total de 698,9 kilómetros, dividido en tres etapas de montaña, una etapa llana y un prólogo.
| Etapa     | Fecha     | Recorrido                | type            | Distancia (km) | Ganador            | Líder             |
| --------- | --------- | ------------------------ | --------------- | -------------- | ------------------ | ----------------- |
| Prólogo   | 30 de may | Luxemburgo – Luxemburgo  | prólogo         | 2,3            | Damien Gaudin      | Damien Gaudin     |
| 1.ª etapa | 31 de may | Luxemburgo – Hesperange  | etapa llana     | 186,7          | Christophe Laporte | Damien Gaudin     |
| 2.ª etapa | 1 de jun  | Rouspert – Schifflange   | etapa escarpada | 89,1           | Andrea Pasqualon   | Alexander Krieger |
| 3.ª etapa | 2 de jun  | Eschweiler – Differdange | etapa escarpada | 163,8          | Andrea Pasqualon   | Andrea Pasqualon  |
| 4.ª etapa | 3 de jun  | Mersch – Luxemburgo      | etapa escarpada | 176            | Anthony Perez      | Andrea Pasqualon  |

## Desarrollo de la carrera

### Prólogo
| Luxemburgo - Luxemburgo | prólogo | (2,3 km) |

| \| Clasificación de la etapa \| Clasificación de la etapa \| Clasificación de la etapa \| Clasificación de la etapa \| Clasificación de la etapa \| \| Ciclista \| Ciclista \| Equipo \| Tiempo \| \| \| ------------------------- \| ------------------------- \| ---------------------------- \| ------------------------- \| ------------------------- \| \| 1.º \| Damien Gaudin \| Direct Énergie \| 3 min 16 s \| \| \| 2.º \| Alexander Krieger \| Leopard Pro Cycling \| + 1 s \| \| \| 3.º \| Jan Tratnik \| CCC Sprandi Polkowice \| + 3 s \| \| \| 4.º \| Adrien Petit \| Direct Énergie \| + 4 s \| \| \| 5.º \| Jonathan Hivert \| Direct Énergie \| + 5 s \| \| \| 6.º \| Sean De Bie \| Verandas Willems-Crelan \| + 6 s \| \| \| 7.º \| Aimé De Gendt \| Sport Vlaanderen-Baloise \| + 8 s \| \| \| 8.º \| Alex Kirsch \| WB-Aqua Protect-Veranclassic \| + 8 s \| \| \| 9.º \| Piet Allegaert \| Sport Vlaanderen-Baloise \| + 8 s \| \| \| 10.º \| Benjamin Declercq \| Sport Vlaanderen-Baloise \| + 8 s \| \| |                   |                              |            |
| |                   |                              |            |
| |                   |                              |            |
| Clasificación de la etapa |                   |                              |            |
| Ciclista | Ciclista          | Equipo                       | Tiempo     |
| 1.º | Damien Gaudin     | Direct Énergie               | 3 min 16 s |
| 2.º | Alexander Krieger | Leopard Pro Cycling          | + 1 s      |
| 3.º | Jan Tratnik       | CCC Sprandi Polkowice        | + 3 s      |
| 4.º | Adrien Petit      | Direct Énergie               | + 4 s      |
| 5.º | Jonathan Hivert   | Direct Énergie               | + 5 s      |
| 6.º | Sean De Bie       | Verandas Willems-Crelan      | + 6 s      |
| 7.º | Aimé De Gendt     | Sport Vlaanderen-Baloise     | + 8 s      |
| 8.º | Alex Kirsch       | WB-Aqua Protect-Veranclassic | + 8 s      |
| 9.º | Piet Allegaert    | Sport Vlaanderen-Baloise     | + 8 s      |
| 10.º | Benjamin Declercq | Sport Vlaanderen-Baloise     | + 8 s      |

| \| Clasificación general \| Clasificación general \| Clasificación general \| Clasificación general \| Clasificación general \| \| Ciclista \| Ciclista \| Equipo \| Tiempo \| \| \| --------------------- \| --------------------- \| ---------------------------- \| --------------------- \| --------------------- \| \| 1.º \| Damien Gaudin \| Direct Énergie \| 3 min 16 s \| \| \| 2.º \| Alexander Krieger \| Leopard Pro Cycling \| + 1 s \| \| \| 3.º \| Jan Tratnik \| CCC Sprandi Polkowice \| + 3 s \| \| \| 4.º \| Adrien Petit \| Direct Énergie \| + 4 s \| \| \| 5.º \| Jonathan Hivert \| Direct Énergie \| + 5 s \| \| \| 6.º \| Sean De Bie \| Verandas Willems-Crelan \| + 6 s \| \| \| 7.º \| Aimé De Gendt \| Sport Vlaanderen-Baloise \| + 8 s \| \| \| 8.º \| Alex Kirsch \| WB-Aqua Protect-Veranclassic \| + 8 s \| \| \| 9.º \| Piet Allegaert \| Sport Vlaanderen-Baloise \| + 8 s \| \| \| 10.º \| Benjamin Declercq \| Sport Vlaanderen-Baloise \| + 8 s \| \| |                   |                              |            |
| |                   |                              |            |
| |                   |                              |            |
| Clasificación general |                   |                              |            |
| Ciclista | Ciclista          | Equipo                       | Tiempo     |
| 1.º | Damien Gaudin     | Direct Énergie               | 3 min 16 s |
| 2.º | Alexander Krieger | Leopard Pro Cycling          | + 1 s      |
| 3.º | Jan Tratnik       | CCC Sprandi Polkowice        | + 3 s      |
| 4.º | Adrien Petit      | Direct Énergie               | + 4 s      |
| 5.º | Jonathan Hivert   | Direct Énergie               | + 5 s      |
| 6.º | Sean De Bie       | Verandas Willems-Crelan      | + 6 s      |
| 7.º | Aimé De Gendt     | Sport Vlaanderen-Baloise     | + 8 s      |
| 8.º | Alex Kirsch       | WB-Aqua Protect-Veranclassic | + 8 s      |
| 9.º | Piet Allegaert    | Sport Vlaanderen-Baloise     | + 8 s      |
| 10.º | Benjamin Declercq | Sport Vlaanderen-Baloise     | + 8 s      |

### 1.ª etapa
| Luxemburgo - Hesperange | etapa llana | (186,7 km) |

| \| Clasificación de la etapa \| Clasificación de la etapa \| Clasificación de la etapa \| Clasificación de la etapa \| Clasificación de la etapa \| \| Ciclista \| Ciclista \| Equipo \| Tiempo \| \| \| ------------------------- \| ------------------------- \| ---------------------------- \| ------------------------- \| ------------------------- \| \| 1.º \| Christophe Laporte \| Cofidis, Solutions Crédits \| 4 h 39 min 58 s \| \| \| 2.º \| Alex Kirsch \| WB-Aqua Protect-Veranclassic \| + 0 s \| \| \| 3.º \| Andrea Pasqualon \| Wanty-Groupe Gobert \| + 0 s \| \| \| 4.º \| Enrique Sanz \| Euskadi-Murias \| + 0 s \| \| \| 5.º \| Alexander Krieger \| Leopard Pro Cycling \| + 0 s \| \| \| 6.º \| Justin Jules \| WB-Aqua Protect-Veranclassic \| + 0 s \| \| \| 7.º \| Adrien Petit \| Direct Énergie \| + 0 s \| \| \| 8.º \| Brenton Jones \| Delko-Marseille Provence-KTM \| + 0 s \| \| \| 9.º \| Jannik Steimle \| Team Vorarlberg-Santic \| + 0 s \| \| \| 10.º \| Sean De Bie \| Verandas Willems-Crelan \| + 0 s \| \| |                    |                              |                 |
| |                    |                              |                 |
| |                    |                              |                 |
| Clasificación de la etapa |                    |                              |                 |
| Ciclista | Ciclista           | Equipo                       | Tiempo          |
| 1.º | Christophe Laporte | Cofidis, Solutions Crédits   | 4 h 39 min 58 s |
| 2.º | Alex Kirsch        | WB-Aqua Protect-Veranclassic | + 0 s           |
| 3.º | Andrea Pasqualon   | Wanty-Groupe Gobert          | + 0 s           |
| 4.º | Enrique Sanz       | Euskadi-Murias               | + 0 s           |
| 5.º | Alexander Krieger  | Leopard Pro Cycling          | + 0 s           |
| 6.º | Justin Jules       | WB-Aqua Protect-Veranclassic | + 0 s           |
| 7.º | Adrien Petit       | Direct Énergie               | + 0 s           |
| 8.º | Brenton Jones      | Delko-Marseille Provence-KTM | + 0 s           |
| 9.º | Jannik Steimle     | Team Vorarlberg-Santic       | + 0 s           |
| 10.º | Sean De Bie        | Verandas Willems-Crelan      | + 0 s           |

| \| Clasificación general \| Clasificación general \| Clasificación general \| Clasificación general \| Clasificación general \| \| Ciclista \| Ciclista \| Equipo \| Tiempo \| \| \| --------------------- \| --------------------- \| ---------------------------- \| --------------------- \| --------------------- \| \| 1.º \| Damien Gaudin \| Direct Énergie \| 4 h 43 min 14 s \| \| \| 2.º \| Alexander Krieger \| Leopard Pro Cycling \| + 1 s \| \| \| 3.º \| Alex Kirsch \| WB-Aqua Protect-Veranclassic \| + 2 s \| \| \| 4.º \| Jan Tratnik \| CCC Sprandi Polkowice \| + 3 s \| \| \| 5.º \| Adrien Petit \| Direct Énergie \| + 4 s \| \| \| 6.º \| Jonathan Hivert \| Direct Énergie \| + 5 s \| \| \| 7.º \| Sean De Bie \| Verandas Willems-Crelan \| + 6 s \| \| \| 8.º \| Aimé De Gendt \| Sport Vlaanderen-Baloise \| + 8 s \| \| \| 9.º \| Piet Allegaert \| Sport Vlaanderen-Baloise \| + 8 s \| \| \| 10.º \| Benjamin Declercq \| Sport Vlaanderen-Baloise \| + 8 s \| \| |                   |                              |                 |
| |                   |                              |                 |
| |                   |                              |                 |
| Clasificación general |                   |                              |                 |
| Ciclista | Ciclista          | Equipo                       | Tiempo          |
| 1.º | Damien Gaudin     | Direct Énergie               | 4 h 43 min 14 s |
| 2.º | Alexander Krieger | Leopard Pro Cycling          | + 1 s           |
| 3.º | Alex Kirsch       | WB-Aqua Protect-Veranclassic | + 2 s           |
| 4.º | Jan Tratnik       | CCC Sprandi Polkowice        | + 3 s           |
| 5.º | Adrien Petit      | Direct Énergie               | + 4 s           |
| 6.º | Jonathan Hivert   | Direct Énergie               | + 5 s           |
| 7.º | Sean De Bie       | Verandas Willems-Crelan      | + 6 s           |
| 8.º | Aimé De Gendt     | Sport Vlaanderen-Baloise     | + 8 s           |
| 9.º | Piet Allegaert    | Sport Vlaanderen-Baloise     | + 8 s           |
| 10.º | Benjamin Declercq | Sport Vlaanderen-Baloise     | + 8 s           |

### 2.ª etapa
| Rouspert - Schifflange | etapa escarpada | (89,1 km) |

| \| Clasificación de la etapa \| Clasificación de la etapa \| Clasificación de la etapa \| Clasificación de la etapa \| Clasificación de la etapa \| \| Ciclista \| Ciclista \| Equipo \| Tiempo \| \| \| ------------------------- \| ------------------------- \| ---------------------------- \| ------------------------- \| ------------------------- \| \| 1.º \| Andrea Pasqualon \| Wanty-Groupe Gobert \| 1 h 57 min 29 s \| \| \| 2.º \| Alexander Krieger \| Leopard Pro Cycling \| + 0 s \| \| \| 3.º \| Alex Kirsch \| WB-Aqua Protect-Veranclassic \| + 0 s \| \| \| 4.º \| Jan Tratnik \| CCC Sprandi Polkowice \| + 0 s \| \| \| 5.º \| Pit Leyder \| Leopard Pro Cycling \| + 0 s \| \| \| 6.º \| Piet Allegaert \| Sport Vlaanderen-Baloise \| + 0 s \| \| \| 7.º \| Mauro Finetto \| Delko-Marseille Provence-KTM \| + 0 s \| \| \| 8.º \| Thomas Sprengers \| Sport Vlaanderen-Baloise \| + 0 s \| \| \| 9.º \| Huub Duijn \| Verandas Willems-Crelan \| + 0 s \| \| \| 10.º \| Eduard Prades \| Euskadi-Murias \| + 0 s \| \| |                   |                              |                 |
| |                   |                              |                 |
| |                   |                              |                 |
| Clasificación de la etapa |                   |                              |                 |
| Ciclista | Ciclista          | Equipo                       | Tiempo          |
| 1.º | Andrea Pasqualon  | Wanty-Groupe Gobert          | 1 h 57 min 29 s |
| 2.º | Alexander Krieger | Leopard Pro Cycling          | + 0 s           |
| 3.º | Alex Kirsch       | WB-Aqua Protect-Veranclassic | + 0 s           |
| 4.º | Jan Tratnik       | CCC Sprandi Polkowice        | + 0 s           |
| 5.º | Pit Leyder        | Leopard Pro Cycling          | + 0 s           |
| 6.º | Piet Allegaert    | Sport Vlaanderen-Baloise     | + 0 s           |
| 7.º | Mauro Finetto     | Delko-Marseille Provence-KTM | + 0 s           |
| 8.º | Thomas Sprengers  | Sport Vlaanderen-Baloise     | + 0 s           |
| 9.º | Huub Duijn        | Verandas Willems-Crelan      | + 0 s           |
| 10.º | Eduard Prades     | Euskadi-Murias               | + 0 s           |

| \| Clasificación general \| Clasificación general \| Clasificación general \| Clasificación general \| Clasificación general \| \| Ciclista \| Ciclista \| Equipo \| Tiempo \| \| \| --------------------- \| --------------------- \| ---------------------------- \| --------------------- \| --------------------- \| \| 1.º \| Alexander Krieger \| Leopard Pro Cycling \| 6 h 40 min 38 s \| \| \| 2.º \| Alex Kirsch \| WB-Aqua Protect-Veranclassic \| + 3 s \| \| \| 3.º \| Andrea Pasqualon \| Wanty-Groupe Gobert \| + 5 s \| \| \| 4.º \| Jan Tratnik \| CCC Sprandi Polkowice \| + 8 s \| \| \| 5.º \| Piet Allegaert \| Sport Vlaanderen-Baloise \| + 13 s \| \| \| 6.º \| Huub Duijn \| Verandas Willems-Crelan \| + 16 s \| \| \| 7.º \| Pit Leyder \| Leopard Pro Cycling \| + 17 s \| \| \| 8.º \| Thomas Sprengers \| Sport Vlaanderen-Baloise \| + 17 s \| \| \| 9.º \| Benjamin Declercq \| Sport Vlaanderen-Baloise \| + 20 s \| \| \| 10.º \| Aimé De Gendt \| Sport Vlaanderen-Baloise \| + 22 s \| \| |                   |                              |                 |
| |                   |                              |                 |
| |                   |                              |                 |
| Clasificación general |                   |                              |                 |
| Ciclista | Ciclista          | Equipo                       | Tiempo          |
| 1.º | Alexander Krieger | Leopard Pro Cycling          | 6 h 40 min 38 s |
| 2.º | Alex Kirsch       | WB-Aqua Protect-Veranclassic | + 3 s           |
| 3.º | Andrea Pasqualon  | Wanty-Groupe Gobert          | + 5 s           |
| 4.º | Jan Tratnik       | CCC Sprandi Polkowice        | + 8 s           |
| 5.º | Piet Allegaert    | Sport Vlaanderen-Baloise     | + 13 s          |
| 6.º | Huub Duijn        | Verandas Willems-Crelan      | + 16 s          |
| 7.º | Pit Leyder        | Leopard Pro Cycling          | + 17 s          |
| 8.º | Thomas Sprengers  | Sport Vlaanderen-Baloise     | + 17 s          |
| 9.º | Benjamin Declercq | Sport Vlaanderen-Baloise     | + 20 s          |
| 10.º | Aimé De Gendt     | Sport Vlaanderen-Baloise     | + 22 s          |

### 3.ª etapa
| Eschweiler - Differdange | etapa escarpada | (163,8 km) |

| \| Clasificación de la etapa \| Clasificación de la etapa \| Clasificación de la etapa \| Clasificación de la etapa \| Clasificación de la etapa \| \| Ciclista \| Ciclista \| Equipo \| Tiempo \| \| \| ------------------------- \| ------------------------- \| ---------------------------- \| ------------------------- \| ------------------------- \| \| 1.º \| Andrea Pasqualon \| Wanty-Groupe Gobert \| 3 h 53 min 36 s \| \| \| 2.º \| Angelo Tulik \| Direct Énergie \| + 0 s \| \| \| 3.º \| Nick van der Lijke \| Roompot-Nederlandse Loterij \| + 0 s \| \| \| 4.º \| Huub Duijn \| Verandas Willems-Crelan \| + 0 s \| \| \| 5.º \| Olivier Pardini \| Differdange-Losch \| + 0 s \| \| \| 6.º \| Julien El Fares \| Delko-Marseille Provence-KTM \| + 0 s \| \| \| 7.º \| Eduard Prades \| Euskadi-Murias \| + 0 s \| \| \| 8.º \| Aimé De Gendt \| Sport Vlaanderen-Baloise \| + 0 s \| \| \| 9.º \| Pit Leyder \| Leopard Pro Cycling \| + 0 s \| \| \| 10.º \| Mauro Finetto \| Delko-Marseille Provence-KTM \| + 0 s \| \| |                    |                              |                 |
| |                    |                              |                 |
| |                    |                              |                 |
| Clasificación de la etapa |                    |                              |                 |
| Ciclista | Ciclista           | Equipo                       | Tiempo          |
| 1.º | Andrea Pasqualon   | Wanty-Groupe Gobert          | 3 h 53 min 36 s |
| 2.º | Angelo Tulik       | Direct Énergie               | + 0 s           |
| 3.º | Nick van der Lijke | Roompot-Nederlandse Loterij  | + 0 s           |
| 4.º | Huub Duijn         | Verandas Willems-Crelan      | + 0 s           |
| 5.º | Olivier Pardini    | Differdange-Losch            | + 0 s           |
| 6.º | Julien El Fares    | Delko-Marseille Provence-KTM | + 0 s           |
| 7.º | Eduard Prades      | Euskadi-Murias               | + 0 s           |
| 8.º | Aimé De Gendt      | Sport Vlaanderen-Baloise     | + 0 s           |
| 9.º | Pit Leyder         | Leopard Pro Cycling          | + 0 s           |
| 10.º | Mauro Finetto      | Delko-Marseille Provence-KTM | + 0 s           |

| \| Clasificación general \| Clasificación general \| Clasificación general \| Clasificación general \| Clasificación general \| \| Ciclista \| Ciclista \| Equipo \| Tiempo \| \| \| --------------------- \| --------------------- \| ---------------------------- \| --------------------- \| --------------------- \| \| 1.º \| Andrea Pasqualon \| Wanty-Groupe Gobert \| 10 h 34 min 06 s \| \| \| 2.º \| Jan Tratnik \| CCC Sprandi Polkowice \| + 7 s \| \| \| 3.º \| Alexander Krieger \| Leopard Pro Cycling \| + 23 s \| \| \| 4.º \| Angelo Tulik \| Direct Énergie \| + 24 s \| \| \| 5.º \| Huub Duijn \| Verandas Willems-Crelan \| + 24 s \| \| \| 6.º \| Pit Leyder \| Leopard Pro Cycling \| + 25 s \| \| \| 7.º \| Thomas Sprengers \| Sport Vlaanderen-Baloise \| + 25 s \| \| \| 8.º \| Alex Kirsch \| WB-Aqua Protect-Veranclassic \| + 28 s \| \| \| 9.º \| Aimé De Gendt \| Sport Vlaanderen-Baloise \| + 30 s \| \| \| 10.º \| Eduard Prades \| Euskadi-Murias \| + 32 s \| \| |                   |                              |                  |
| |                   |                              |                  |
| |                   |                              |                  |
| Clasificación general |                   |                              |                  |
| Ciclista | Ciclista          | Equipo                       | Tiempo           |
| 1.º | Andrea Pasqualon  | Wanty-Groupe Gobert          | 10 h 34 min 06 s |
| 2.º | Jan Tratnik       | CCC Sprandi Polkowice        | + 7 s            |
| 3.º | Alexander Krieger | Leopard Pro Cycling          | + 23 s           |
| 4.º | Angelo Tulik      | Direct Énergie               | + 24 s           |
| 5.º | Huub Duijn        | Verandas Willems-Crelan      | + 24 s           |
| 6.º | Pit Leyder        | Leopard Pro Cycling          | + 25 s           |
| 7.º | Thomas Sprengers  | Sport Vlaanderen-Baloise     | + 25 s           |
| 8.º | Alex Kirsch       | WB-Aqua Protect-Veranclassic | + 28 s           |
| 9.º | Aimé De Gendt     | Sport Vlaanderen-Baloise     | + 30 s           |
| 10.º | Eduard Prades     | Euskadi-Murias               | + 32 s           |

### 4.ª etapa
| Mersch - Luxemburgo | etapa escarpada | (176 km) |

| \| Clasificación de la etapa \| Clasificación de la etapa \| Clasificación de la etapa \| Clasificación de la etapa \| Clasificación de la etapa \| \| Ciclista \| Ciclista \| Equipo \| Tiempo \| \| \| ------------------------- \| ------------------------- \| ---------------------------- \| ------------------------- \| ------------------------- \| \| 1.º \| Anthony Perez \| Cofidis, Solutions Crédits \| 3 h 57 min 31 s \| \| \| 2.º \| Eduard Prades \| Euskadi-Murias \| + 0 s \| \| \| 3.º \| Andrea Pasqualon \| Wanty-Groupe Gobert \| + 0 s \| \| \| 4.º \| Pit Leyder \| Leopard Pro Cycling \| + 0 s \| \| \| 5.º \| Angelo Tulik \| Direct Énergie \| + 4 s \| \| \| 6.º \| Mauro Finetto \| Delko-Marseille Provence-KTM \| + 4 s \| \| \| 7.º \| Thomas Sprengers \| Sport Vlaanderen-Baloise \| + 4 s \| \| \| 8.º \| Huub Duijn \| Verandas Willems-Crelan \| + 4 s \| \| \| 9.º \| Alexander Krieger \| Leopard Pro Cycling \| + 4 s \| \| \| 10.º \| Jan Tratnik \| CCC Sprandi Polkowice \| + 4 s \| \| |                   |                              |                 |
| |                   |                              |                 |
| |                   |                              |                 |
| Clasificación de la etapa |                   |                              |                 |
| Ciclista | Ciclista          | Equipo                       | Tiempo          |
| 1.º | Anthony Perez     | Cofidis, Solutions Crédits   | 3 h 57 min 31 s |
| 2.º | Eduard Prades     | Euskadi-Murias               | + 0 s           |
| 3.º | Andrea Pasqualon  | Wanty-Groupe Gobert          | + 0 s           |
| 4.º | Pit Leyder        | Leopard Pro Cycling          | + 0 s           |
| 5.º | Angelo Tulik      | Direct Énergie               | + 4 s           |
| 6.º | Mauro Finetto     | Delko-Marseille Provence-KTM | + 4 s           |
| 7.º | Thomas Sprengers  | Sport Vlaanderen-Baloise     | + 4 s           |
| 8.º | Huub Duijn        | Verandas Willems-Crelan      | + 4 s           |
| 9.º | Alexander Krieger | Leopard Pro Cycling          | + 4 s           |
| 10.º | Jan Tratnik       | CCC Sprandi Polkowice        | + 4 s           |

## Clasificaciones finales
- Las clasificaciones finalizaron de la siguiente forma:[5]

### Clasificación general
| \| Clasificación general \| Clasificación general \| Clasificación general \| Clasificación general \| Clasificación general \| \| Ciclista \| Ciclista \| Equipo \| Tiempo \| \| \| --------------------- \| --------------------- \| ---------------------------- \| --------------------- \| --------------------- \| \| 1.º \| Andrea Pasqualon \| Wanty-Groupe Gobert \| 8 h 26 min 19 s \| \| \| 2.º \| Jan Tratnik \| CCC Sprandi Polkowice \| + 15 s \| \| \| 3.º \| Pit Leyder \| Leopard Pro Cycling \| + 29 s \| \| \| 4.º \| Eduard Prades \| Euskadi-Murias \| + 30 s \| \| \| 5.º \| Alexander Krieger \| Leopard Pro Cycling \| + 31 s \| \| \| 6.º \| Angelo Tulik \| Direct Énergie \| + 32 s \| \| \| 7.º \| Huub Duijn \| Verandas Willems-Crelan \| + 32 s \| \| \| 8.º \| Thomas Sprengers \| Sport Vlaanderen-Baloise \| + 33 s \| \| \| 9.º \| Anthony Perez \| Cofidis, Solutions Crédits \| + 36 s \| \| \| 10.º \| Mauro Finetto \| Delko-Marseille Provence-KTM \| + 40 s \| \| |                   |                              |                 |
| |                   |                              |                 |
| Fuente: ProCyclingStats |                   |                              |                 |
| Clasificación general |                   |                              |                 |
| Ciclista | Ciclista          | Equipo                       | Tiempo          |
| 1.º | Andrea Pasqualon  | Wanty-Groupe Gobert          | 8 h 26 min 19 s |
| 2.º | Jan Tratnik       | CCC Sprandi Polkowice        | + 15 s          |
| 3.º | Pit Leyder        | Leopard Pro Cycling          | + 29 s          |
| 4.º | Eduard Prades     | Euskadi-Murias               | + 30 s          |
| 5.º | Alexander Krieger | Leopard Pro Cycling          | + 31 s          |
| 6.º | Angelo Tulik      | Direct Énergie               | + 32 s          |
| 7.º | Huub Duijn        | Verandas Willems-Crelan      | + 32 s          |
| 8.º | Thomas Sprengers  | Sport Vlaanderen-Baloise     | + 33 s          |
| 9.º | Anthony Perez     | Cofidis, Solutions Crédits   | + 36 s          |
| 10.º | Mauro Finetto     | Delko-Marseille Provence-KTM | + 40 s          |

### Clasificación de los puntos
| Clasificación por puntos | Clasificación por puntos | Clasificación por puntos     | Clasificación por puntos | Clasificación por puntos |
| Ciclista                 | Ciclista                 | Equipo                       | Puntos                   |                          |
| ------------------------ | ------------------------ | ---------------------------- | ------------------------ | ------------------------ |
| 1.º                      | Andrea Pasqualon         | Wanty-Groupe Gobert          | 66 pts                   |                          |
| 2.º                      | Alexander Krieger        | Leopard Pro Cycling          | 43 pts                   |                          |
| 3.º                      | Alex Kirsch              | WB-Aqua Protect-Veranclassic | 32 pts                   |                          |
| 4.º                      | Jan Tratnik              | CCC Sprandi Polkowice        | 25 pts                   |                          |
| 5.º                      | Angelo Tulik             | Direct Énergie               | 25 pts                   |                          |
| 6.º                      | Pit Leyder               | Leopard Pro Cycling          | 22 pts                   |                          |
| 7.º                      | Eduard Prades            | Euskadi-Murias               | 22 pts                   |                          |
| 8.º                      | Anthony Perez            | Cofidis, Solutions Crédits   | 20 pts                   |                          |
| 9.º                      | Christophe Laporte       | Cofidis, Solutions Crédits   | 20 pts                   |                          |
| 10.º                     | Damien Gaudin            | Direct Énergie               | 20 pts                   |                          |

### Clasificación de la montaña
| Clasificación de la montaña | Clasificación de la montaña | Clasificación de la montaña  | Clasificación de la montaña | Clasificación de la montaña |
| Ciclista                    | Ciclista                    | Equipo                       | Puntos                      |                             |
| --------------------------- | --------------------------- | ---------------------------- | --------------------------- | --------------------------- |
| 1.º                         | Mauro Finetto               | Delko-Marseille Provence-KTM | 19 pts                      |                             |
| 2.º                         | Patryk Stosz                | CCC Sprandi Polkowice        | 19 pts                      |                             |
| 3.º                         | Amaro Antunes               | CCC Sprandi Polkowice        | 12 pts                      |                             |
| 4.º                         | Lukas Meiler                | Team Vorarlberg-Santic       | 12 pts                      |                             |
| 5.º                         | Matteo Badilatti            | Team Vorarlberg-Santic       | 11 pts                      |                             |
| 6.º                         | Jan Tratnik                 | CCC Sprandi Polkowice        | 10 pts                      |                             |
| 7.º                         | Paweł Cieślik               | CCC Sprandi Polkowice        | 8 pts                       |                             |
| 8.º                         | Romain Combaud              | Delko-Marseille Provence-KTM | 8 pts                       |                             |
| 9.º                         | Davide Orrico               | Team Vorarlberg-Santic       | 8 pts                       |                             |
| 10.º                        | Paises Bajos                |                              | 8 pts                       |                             |

### Clasificación de los jóvenes
| Clasificación del mejor joven | Clasificación del mejor joven | Clasificación del mejor joven | Clasificación del mejor joven | Clasificación del mejor joven |
| Ciclista                      | Ciclista                      | Equipo                        | Tiempo                        |                               |
| ----------------------------- | ----------------------------- | ----------------------------- | ----------------------------- | ----------------------------- |
| 1.º                           | Pit Leyder                    | Leopard Pro Cycling           | 14 h 32 min 02 s              |                               |
| 2.º                           | Aimé De Gendt                 | Sport Vlaanderen-Baloise      | + 22 s                        |                               |
| 3.º                           | Benjamin Declercq             | Sport Vlaanderen-Baloise      | + 34 s                        |                               |
| 4.º                           | Alex Kirsch                   | WB-Aqua Protect-Veranclassic  | + 38 s                        |                               |
| 5.º                           | Floris Gerts                  | Roompot-Nederlandse Loterij   | + 46 s                        |                               |
| 6.º                           | Szymon Rekita                 | Leopard Pro Cycling           | + 1 min 13 s                  |                               |
| 7.º                           | Mathias Le Turnier            | Cofidis, Solutions Crédits    | + 1 min 41 s                  |                               |
| 8.º                           | Roland Thalmann               | Team Vorarlberg-Santic        | + 2 min 41 s                  |                               |
| 9.º                           | Jeroen Meijers                | Roompot-Nederlandse Loterij   | + 2 min 55 s                  |                               |
| 10.º                          | Oscar Riesebeek               | Roompot-Nederlandse Loterij   | + 3 min 01 s                  |                               |

## Evolución de las clasificaciones
| Etapa                   | Vencedor                | Clasificación general | Clasificación por puntos | Clasificación de la montaña | Clasificación de los jóvenes | Clasificación por equipos |
| ----------------------- | ----------------------- | --------------------- | ------------------------ | --------------------------- | ---------------------------- | ------------------------- |
| Prólogo                 | Damien Gaudin           | Damien Gaudin         | Damien Gaudin            | no se entregó               | Aimé De Gendt                | Direct Énergie            |
| 1.ª                     | Christophe Laporte      | Damien Gaudin         | Alexander Krieger        | Patryk Stosz                | Alex Kirsch                  | Direct Énergie            |
| 2.ª                     | Andrea Pasqualon        | Alexander Krieger     | Alexander Krieger        | Patryk Stosz                | Alex Kirsch                  | Sport Vlaanderen-Baloise  |
| 3.ª                     | Andrea Pasqualon        | Andrea Pasqualon      | Andrea Pasqualon         | Patryk Stosz                | Pit Leyder                   | Sport Vlaanderen-Baloise  |
| 4.ª                     | Anthony Perez           | Andrea Pasqualon      | Andrea Pasqualon         | Mauro Finetto               | Pit Leyder                   | Sport Vlaanderen-Baloise  |
| Clasificaciones finales | Clasificaciones finales | Andrea Pasqualon      | Andrea Pasqualon         | Mauro Finetto               | Pit Leyder                   | Sport Vlaanderen-Baloise  |

## UCI World Ranking
El Tour de Luxemburgo otorgó puntos para el UCI WorldTour 2018 y el UCI World Ranking, este último para corredores de los equipos en las categorías UCI WorldTeam, Profesional Continental y Equipos Continentales. Las siguientes tablas muestran el baremo de puntuación y los 10 corredores que obtuvieron más puntos:
| Posición              | 1.º | 2.º | 3.º | 4.º | 5.º | 6.º | 7.º | 8.º | 9.º | 10.º | 11.º | 12.º | 13.º | 14.º | 15.º | 16.º-30.º | 31.º-40.º |
| Clasificación general | 200 | 150 | 125 | 100 | 85  | 70  | 60  | 50  | 40  | 35   | 30   | 25   | 20   | 15   | 10   | 5         | 3         |
| Por etapa             | 20  | 10  | 5   |     |     |     |     |     |     |      |      |      |      |      |      |           |           |
| Líder                 | 5   |     |     |     |     |     |     |     |     |      |      |      |      |      |      |           |           |

| Clasificación | Clasificación     | Clasificación                 | Clasificación | Clasificación | Clasificación | Clasificación |
| Posición      | Ciclista          | Equipo                        | General       | Etapa         | Líder         | Total         |
| ------------- | ----------------- | ----------------------------- | ------------- | ------------- | ------------- | ------------- |
| 1.º           | Andrea Pasqualon  | Wanty-Groupe Gobert           | 200           | 50            | 5             | 255           |
| 2.º           | Jan Tratnik       | CCC Sprandi Polkowice         | 150           | 5             | -             | 155           |
| 3.º           | Pit Leyder        | Leopard                       | 125           | -             | -             | 125           |
| 4.º           | Eduard Prades     | Euskadi Basque Country-Murias | 100           | 10            | -             | 110           |
| 5.º           | Alexander Krieger | Leopard                       | 85            | 20            | 5             | 110           |
| 6.º           | Angelo Tulik      | Direct Énergie                | 70            | 10            | -             | 80            |
| 7.º           | Huub Duijn        | Vérandas Willems-Crelan       | 60            | -             | -             | 60            |
| 8.º           | Anthony Perez     | Cofidis, Solutions Crédits    | 40            | 20            | -             | 60            |
| 9.º           | Thomas Sprengers  | Sport Vlaanderen-Baloise      | 50            | -             | -             | 50            |
| 10.º          | Mauro Finetto     | Delko Marseille Provence KTM  | 35            | -             | -             | 35            |